# Роде, Карл Иванович
Карл Иванович Роде (1746 — 11 марта 1821) — немец по происхождению, инспектор Врачебной управы г. Екатеринослава (первый губернский лекарь). Точное место рождения неизвестно. Имел университетское образование, выпускник одного из немецких университетов. Возможно, приехал вместе с немецкими колонистами в Россию.
В 1787 г. прибыл из Карасу-базара (сегодня Белогорск) (в то время числился штаб-лекарем) в Симферополь для лечения С. Х. Контениуса и Мартыновского. В том же 1787 году, опять-таки в Симферополе, лечил В. В. Каховского. По просьбе В. В. Каховского остался в Симферополе. После назначения В. В. Каховского правителем Екатеринославского наместничества (см.: Екатеринославская губерния) в 1788 г. переехал вместе с ним в г. Екатеринослав (сейчас г. Днепр). В Екатеринославе К. И. Роде жил на Окружном бульваре, рядом с домом губернатора. Владел домом в нагорной части города на четной стороне Проспекта (сейчас — Дмитрия Яворницкого) на месте бывшей усадьбы отставного запорожца Андрея Токаря. Кроме того — участком земли в районе Сухой балки (сейчас Аптекарская балка) К. И. Роде запомнился многим за свои медицинские способности и бескорыстие. Был также фармацевтом — автором «порошка Роде». Входил в состав Оспенного комитета (для иностранных колонистов), основанного в 1809 г. в Екатеринославе главным судьей Конторы опекунства новороссийских иностранных поселенцев — С. Х. Контениусом. На месте одного из бывших земельных участков К. И. Роде сейчас находится больница им. Мечникова.